# بوزو (ویرجینیای غربی)
بوزو (به انگلیسی: Bozoo) یک منطقهٔ مسکونی در ایالات متحده آمریکا است که در شهرستان مونرو، ویرجینیای غربی واقع شده‌است. بوزو ۶۷۶٫۰۵ متر بالاتر از سطح دریا واقع شده‌است.